# Before Crisis: Final Fantasy VII
 (décembre 2018).
Si vous disposez d'ouvrages ou d'articles de référence ou si vous connaissez des sites web de qualité traitant du thème abordé ici, merci de compléter l'article en donnant les références utiles à sa vérifiabilité et en les liant à la section « Notes et références ».
Before Crisis: Final Fantasy VII (ビフォア クライシス -ファイナルファンタジーVII-, Bifoa Kuraishisu -Fainaru Fantajī Sebun-) est un jeu vidéo d'action online, disposant d'éléments de jeux de rôle, développé par Square Enix sur le téléphone mobile japonais NTT DoCoMo FOMA 900 series. Il est sorti au cours de l'année 2004 au Japon. Il s'agit d'une préquelle au fameux Final Fantasy VII.

## Histoire
Before Crisis se déroule six ans avant Final Fantasy VII. Il permet au joueur de prendre en mains un membre des Turks, l'unité de défense de la compagnie de Shinra. Au cours de l'aventure, le joueur fait la rencontre de plusieurs visages connus du jeu original, tels Cloud, Zack, Sephiroth, Rufus, Aeris, Barret, Yuffie ou encore Cid Highwind.

## Système de jeu
Before Crisis est un action RPG en ligne permettant à plusieurs joueurs d'avancer ensemble dans les niveaux. Le système de combat utilise les matérias déjà présentes dans Final Fantasy VII, qu'il est possible de créer soi-même grâce à l'appareil photo intégré au téléphone mobile, permettant de saisir des couleurs.

## Équipe du jeu
- Producteur : Kosei Ito
- Coproducteur : Yoshinori Kitase
- Directeur : Hajime Tabata
- Concept & design des personnages : Tetsuya Nomura
- Superviseur artistique : Yusuke Naora
- Scénariste : Kazushige Nojima
- Compositeur : Takeharu Ishimoto